# Carl Johan Schönherr
Carl Johan Schönherr (1772 – 1848) fue un entomólogo sueco, que revisó la taxonomía de los coleópteros, incluyendo los curculionoideos.
Nacido en Estocolmo, Schönherr fue hijo de un inmigrante alemán que se había establecido como un fabricante de seda. A los 19 años se hizo cargo, junto con su madre, de la empresa familiar y la hizo crecer considerablemente llegando a emplear a 200 trabajadores. En 1805, se asoció con Erik Lundgren y en 1811 le vendió la empresa retirándose a su mansión Sparresäter en Lerdala en las afueras de Skara, Västergötland, donde murió en 1848.
Schönherr se aficionó a la entomología a la edad de 12 años, interés que se vio incentivado posteriormente por su amistad con Gustaf Johan Billberg, cuñado de su segundo matrimonio.
Fue un eminente especialista en coleópteros y cooperó con Carl Henrik Boheman y Leonard Gyllenhaal. Describió muchas especies nuevas en su obra Genera et species curculionidum, cum synonymia hujus familiae, specie novae aut hactenus minus cognitae, descriptionibus a dom. Leonardo Gyllenhal, C. H. Boheman; et entomologis aliis illustratae (París, Roret, 1833-1845).

## Obra
En la subfamilia curculioninae, fue el primero que estudió y nombró a los siguientes géneros:
- Acalyptus 1833
- Brachonyx 1825
- Derelomus 1825
- Gymnetron 1825
- Miarus 1826
- Philernus 1835
- Tachyerges 1825
- Megalostylus 1840

## Honores
Schönherr fue elegido miembro de la Real Academia de las Ciencias de Suecia en 1809.